# PG 1159星
PG 1159星，通常也稱為前簡併星，是一顆大氣層的氫不足夠，而中心正在轉變成為行星狀星雲和高熱白矮星的恆星。這些恆星非常熱，表面溫度在75,000K至200,000K，並且特徵是大氣層只有少量的氫和氦、碳與氧的吸收譜線；它們的表面重力介於104和106m/s2。有些PG 1159星還在進行氦融合, § 2.1.1, 2.1.2, Table 2.。PG 1159星是依據它們的原型，PG 1159-035命名的，這顆恆星是在帕洛馬綠色巡天調查紫外線過量時發現的天體 ，是被發現的第一顆PG 1159星。
人們認為PG 1159星的大氣層之所以奇怪是因為已經流失了，在它們進入漸近巨星分支之後，它們只留下氦融合的核心。結果是，PG 1159星的大氣層混合了其前身AGB形態時的氫和氦燃燒殼層的物質, §1.他們認為最終將流失質量、變冷，和成為DO白矮星; , §4.。
有些PG 1159恆星非常明亮。由於在本身內部的引力波在非徑向方向上的脈動，使它們的光度有著輕微的變化(5-10%)。它們同時有多種振動模式，典型的周期在300至3,000秒, Table 1.。  第一顆知道的這一種恆星也是PG 1159-35，在1979年發現這種變化，並且在1985年將這種變化標示為室女座GW ，因此也稱為室女座GW星，並將之作為原型，同時這一類型還可以分為 DOV和PNNV星, § 1.1;。